# Mala pčela drvarica
Mala pčela drvarica (lat. Xylocopa iris) je vrsta insekta iz porodice pčela (Apidae). Spada u najmanje vrste iz roda Xylocopa na ovim prostorima ali i šire. 

## Opis
Dužina tela je oko 8 mm. Crne su boje, sa ljubičastim odsjajem. Krila, takođe, imaju ljubičastu obojensot. Mužjaci i ženke se javljuju između marta i aprila. Mužjaci su često mnogobrojniji od ženki. Nakon maja, muška populacija opada, dok se ženska populacija snažno povećava do jula. U septembru mužjaci i ženke postaju vrlo retki i nestaju pre novembra.

## Rasprostranjenje
Zastupljena je u jugoistočnoj Evropi. Zabeležena je u sledećim državama: Albanija; Austrija; Bugarska; Kipar; Francuska; Grčka; Mađarska; Italija; Severna Makedonija; Poljska; Portugal; Rumunija; Ruska Federacija; Srbija; Slovačka; Slovenija; Španija; Švajcarska; Ukrajina.

## Taksonomija
Poznati sinonimi:
- Apis iris Christ, 1791
- Xylocopa alicae Cockerell, 1931
- Xylocopa canuta Rondani, 1874
- Xylocopa cupripennis Smith, 1874
- Xylocopa cyanescens Brullé, 1832
- Xylocopa minuta Lepeletier, 1841
- Xylocopa taurica Erichson, 1841
- Xylocopa virescentis Strand, 1917

U okviru vrste X. iris izdvajaju se tri podvrste:
- X. iris s.s.
- X. iris uclesiensis Pérez, 1901.
- X. iris cupripennis Smith, 1874